# Saperda
Saperda är ett släkte av skalbaggar som beskrevs av Fabricius 1775. Saperda ingår i familjen långhorningar.

## Bildgalleri

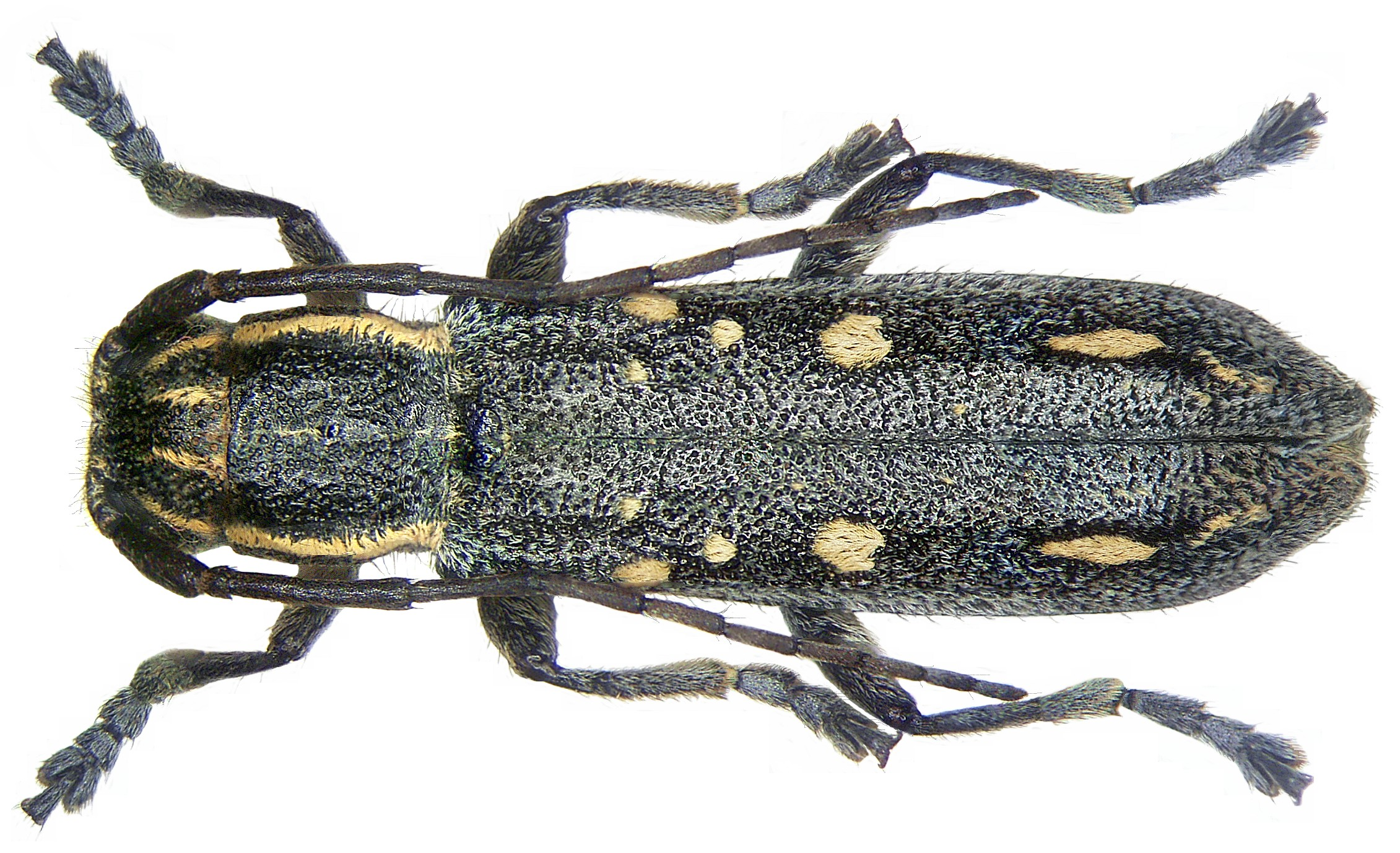
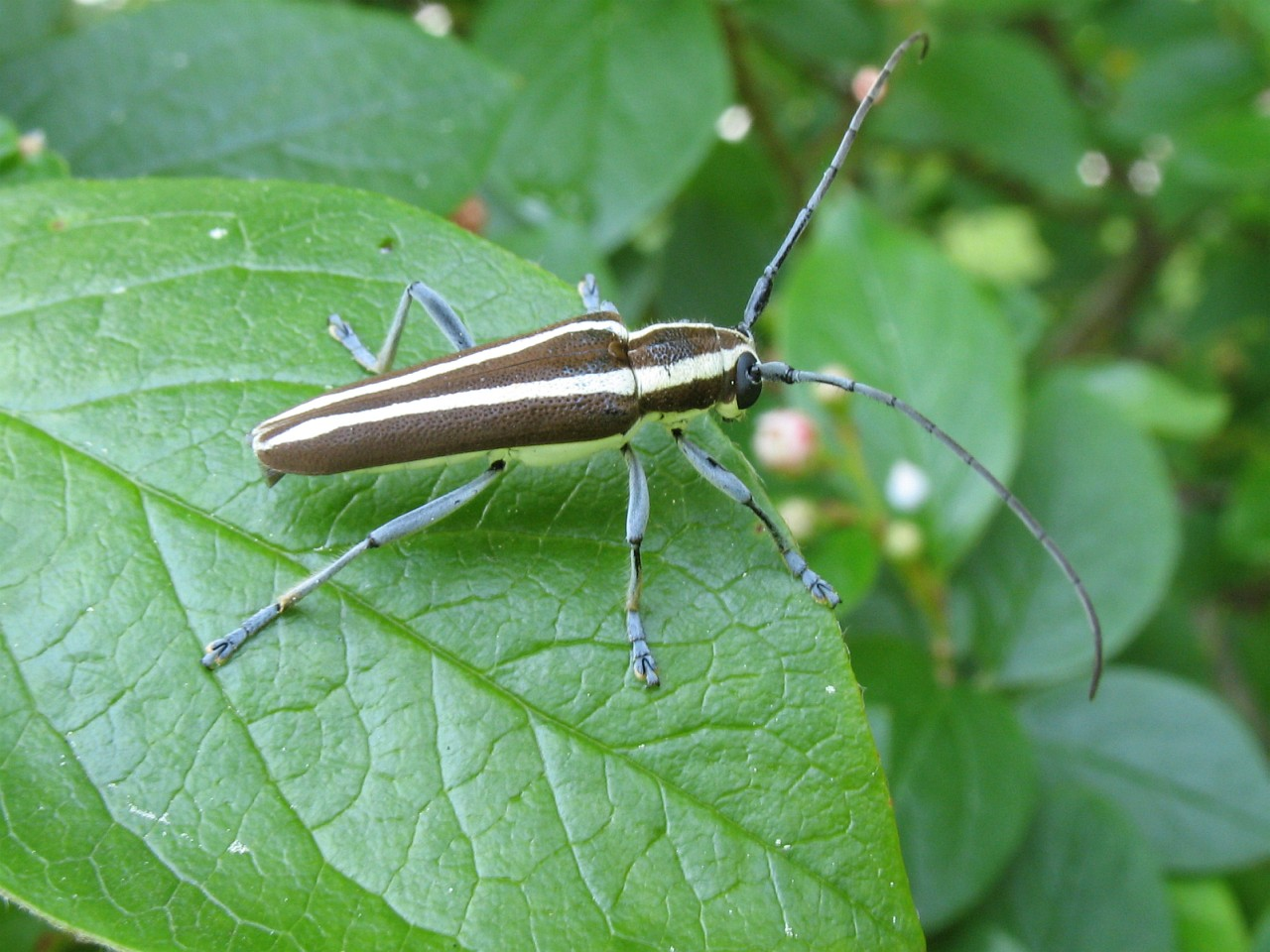

## Dottertaxa tillSaperda, i alfabetisk ordning[1][2]
- Saperda alberti
- Saperda bacillicornis
- Saperda balsamifera
- Saperda bilineatocollis
- Saperda calcarata
- Saperda candida
- Saperda carcharias
- Saperda cretata
- Saperda discoidea
- Saperda facetula
- Saperda fayi
- Saperda florissantensis
- Saperda gleneoides
- Saperda hornii
- Saperda imitans
- Saperda inornata
- Saperda internescalaris
- Saperda interrupta
- Saperda kojimai
- Saperda lateralis
- Saperda maculosa
- Saperda messageei
- Saperda mutica
- Saperda nigra
- Saperda obliqua
- Saperda octomaculata
- Saperda octopunctata
- Saperda ohbayashii
- Saperda pallidipennis
- Saperda perforata
- Saperda populnea
- Saperda punctata
- Saperda puncticollis
- Saperda scalaris
- Saperda similis
- Saperda simulans
- Saperda submersa
- Saperda subobliterata
- Saperda subscalaris
- Saperda tetrastigma
- Saperda tridentata
- Saperda vestita
- Saperda viridipennis